# 德化脊蛇
德化脊蛇（学名：Achalinus dehuaensis），一种于中华人民共和国福建省泉州市德化县南埕镇发现的爬行动物，隶属于闪皮蛇科脊蛇属。其种加词“dehuaensis”意为“福建德化的”。

## 保护
本种于2023年被收录入《有重要生态、科学、社会价值的陆生野生动物名录》。